# Telephanus assmanni
Telephanus assmanni is een keversoort uit de familie spitshalskevers (Silvanidae). De wetenschappelijke naam van de soort werd in 1931 gepubliceerd door Wilhelm Heinrich Ferdinand Nevermann.